# Isabelle Musset
Pour les articles homonymes, voir Musset.
Isabelle Musset, née le 10 septembre 1960 à Vouziers dans les Ardennes, est une footballeuse internationale française ayant évolué au poste d'attaquante. Elle remporte cinq championnats de France avec le Stade de Reims entre 1975 et 1982 et est sélectionnée à 41 reprises en équipe de France.

## Carrière

### Carrière en club
Aux alentours de ses 14 ans, Isabelle Musset rejoint le Stade de Reims, le club de football féminin français le plus en vue à l'époque, avec lequel elle remporte cinq titres de championne de France au cours des onze années suivantes (1975, 1976, 1977, 1980 — cette fois-ci sans jouer la finale — et 1982) et est vice-championne à trois reprises (1978, 1979 et 1981). À l'issue de sa dernière saison avec Reims en 1985, elle termine meilleure buteuse du championnat de France avec 29 réalisations. De 1985 à 1987, l'attaquante joue pour le Cercle de Bruges, avant de revenir en France et de poursuivre sa carrière sportive au FCF Hénin-Beaumont. En 1988, elle dispute une nouvelle finale de championnat avec les joueuses du Nord de la France. Elle termine sa carrière à la VGA Saint-Maur, de 1989 à 1991. Elle y remporte un sixième championnat de France en 1990. Au total, Isabelle Musset a participé à douze finales, en aller-retour de 1975 à 1979, et y a marqué neuf buts, soit un de plus que Nicole Abar (sept rencontres), avec laquelle elle avait fait partie du même onze à Reims et à Saint-Maur.
Pendant sa carrière de joueuse, elle suit une formation d'éducatrice sportive au Centre régional d'éducation populaire et de sport (CREPS) de Wattignies. Elle est ainsi professeure d'EPS à Pont-à-Marcq, dans le Nord, pendant 19 ans avant de revenir dans l'académie de Reims, au collège Paulette-Billa de Tinqueux (Marne) en 2001. Elle prend sa retraite en 2022.

### Carrière internationale
Entre mai 1976 et avril 1990, Isabelle Musset dispute 41 matchs internationaux avec l'équipe de France, au cours desquels elle  marque 15 buts. Elle reçoit sa première sélection en équipe nationale le 30 mai 1976, à l'âge de 15 ans sous la direction de l'entraîneur Pierre Geoffroy, en amical contre la Belgique (défaite 1-2). Après ses quatre premiers matchs en sélection, elle connaît une longue interruption entre 1978 et 1982, due à sa formation. Avec les Bleues, elle joue les quarts de finale du championnat d'Europe en 1988, s'inclinant contre l'Italie avec deux défaites 2-0 et 1-2. Elle joue son dernier match le 19 avril 1990, en amical contre l'URSS (victoire 7-1).

## Palmarès

### En club
Stade de Reims
- Championnat de France (5)
  - Championne en 1975, 1976, 1977, 1980 et 1982.
  - Vice-championne en 1978, 1979 et 1981.

 VGA Saint-Maur
- Championnat de France (1)
  - Championne en 1990.
  - Vice-championne en 1991.

 FCF Hénin-Beaumont
- Championnat de France
  - Vice-championne en 1988.

### Distinctions individuelles
- Meilleure buteuse du championnat de France en 1984-1985 (29 buts)

## Statistiques

### En sélection
| Sélection | Année | Statistiques | Statistiques |
| Sélection | Année | Matchs       | Buts         |
| --------- | ----- | ------------ | ------------ |
| France    | 1976  | 1            | 0            |
| France    | 1977  | 1            | 0            |
| France    | 1978  | 2            | 0            |
| France    | 1982  | 2            | 1            |
| France    | 1983  | 5            | 3            |
| France    | 1984  | 1            | 0            |
| France    | 1985  | 5            | 2            |
| France    | 1986  | 2            | 1            |
| France    | 1987  | 6            | 2            |
| France    | 1988  | 10           | 4            |
| France    | 1989  | 2            | 1            |
| France    | 1990  | 4            | 1            |
| Total     | Total | 41           | 15           |